# Filip z Artois (1269–1298)
Filip z Artois (francouzsky Philippe d'Artois, 1269 – 11. září 1298) byl pán Conches-en-Ouche, Mehun-sur-Yèvre, Nonancourtu a Domfrontu. Jeho předčasná smrt předznamenala mnohaletý spor o nástupnictví v hrabství Artois mezi jeho sestrou Mahaut a jeho synem Robertem.
Narodil se jako syn a dědic hraběte Roberta z Artois a Amicie z Courtenay, po které zdědil panství Conches-en-Ouche a Mehun-sur-Yèvre. Roku 1280 byl zasnouben s Blankou, dcerou bretaňského vévody Jana II. a svatba se konala zřejmě na konci roku 1281. V létě roku 1297 se společně s otcem zúčastnil bitvy u Furnes, kde se jim podařilo porazit Vlámy vedené hrabaty Vítem z Dampierre a Walramem z Jülichu. V bitvě byl vážně zraněn a o rok později na následky zranění zemřel. Byl pohřben v pařížském klášteře jakobínů.